# Franc Rojec (kovač)
Franc Rojec, slovenski kovač in javni delavec, * 10. oktober 1879, Sovodnje pri Gorici, Avstro-Ogrska, † 14. februar 1922, Sovodnje pri Gorici, Kraljevina Italija.

## Življenje in delo
Rodil se je v Sovodnjah pri Gorici v  družini kovača Franca in gospodinje Marije Rojec rojene Makuc. Po končani ljudski šoli v rojstnem kraju se je v Gradcu izučil za kovača. Ko je po očetu prevzel kovačijo je že kmalu po končanem šolanju začel samostojno opravljati svoj poklic.  V Sovodenjski obšini je v začetku 20. stoletja živelo več obrtnikov, trgovcev in kmetov. Zato so za svoje potrebe 10. novembra 1907 ustanovili Konsumno društvo, ki je imelo namen nuditi svojim članom potrebno blago po nižjih cenah. Uspeh društva je domačine spodbudil, da so sklenili ustanoviti tudi posojilnico, s katero bi pomagali nekaterim močno zadolženim delavcem in kmetom. Tako je prišlo 1. aprila 1908 do ustanovitve Kmečko-delavske hranilnice in posojilnice; Rojec, ki je bil med njenimi soustanovitelji, je bil na ustanovnem zboru  izvoljen za prvega predsednika. Kljub težavam je hranilnico in posojilnico uspešno vodil od ustanovitve do začetka 1. svetovne vojne. Do začetka vojne je bil aktiven tudi na drugih področjih: član Vrtnarske zadruge (ustanovljene 9. avgusta 1908), nekaj let podžupan v Sovodnjah (1905-1907) in porotnik na sodišču v Gorici (1913).